# Poligon atomowy Punggye-ri

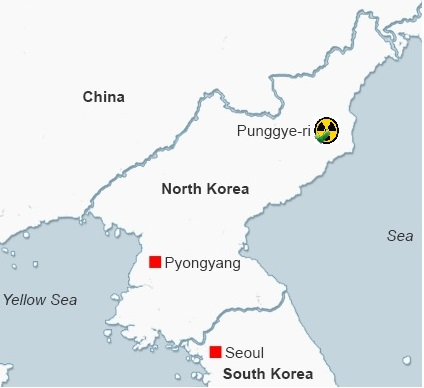
Miejsce ulokowania poligonu Punggye-ri. Poligon został zamknięty w maju 2018 r., tuż przed historycznym spotkaniem prezydenta Stanów Zjednoczonych - Donalda Trumpa z przywódcą Korei Północnej - Kim Dzong Unem.

Poligon Punggye-ri – jedyny znany północnokoreański poligon służący testom atomowym, ulokowany w północno-wschodniej części Koreańskiej Republiki Ludowo-Demokratycznej, nieopodal wioski Punggye-ri. Poligon służył próbom atomowym przeprowadzonym kolejno w: październiku 2006, maju 2009, lutym 2013, styczniu 2016, wrześniu 2016 i wrześniu 2017. Od maja 2018 zamknięty przez rząd Korei Północnej.

## Historia
Poligon umiejscowiony został w górzystym terenie w powiecie Kilju w prowincji Hamgyŏng Północny, a jego dokładne miejsce położenia wyznaczają współrzędne 41°16′47,9″N 129°05′10,5″E/41,279964 129,086253. Poligon znajduje się ok. 2 km na południe od góry Mantapsan, ok. 2 km na zachód od obozu koncentracyjnego Hwasong i 12 km na północny zachód od wioski Punggye-ri.
W dniu 6 stycznia 2016, północnokoreańskie media ogłosiły, że czwarty test nuklearny został pomyślnie przeprowadzony w tym miejscu przy użyciu bomby wodorowej. Zdjęcia satelitarne wykonane na potrzeby monitoringu między styczniem a kwietniem 2017 sugerują, że na miejscu przygotowywano szóstą próbę jądrową, która odbyła się 3 września 2017 i stanowiła największą próbę, dziesięciokrotnie przewyższającą każdą z poprzednich pięciu prób atomowych na tym poligonie. Siłę wybuchu podczas szóstej próby oszacowano średnio od 100 do 200 kT.
W dniu 1 listopada 2017, japońska stacja telewizyjna TV Asahi poinformowała, że według niepotwierdzonych doniesień 10 października 2017 na terenie testowym zawaliło się kilka tuneli. Szacowano, że w pierwszym zawaleniu zginęło 100 pracowników, natomiast kolejnych 100 ratowników zginęło po drugim zawaleniu się tuneli.
W dniu 20 kwietnia 2018 roku rząd Korei Północnej ogłosił, że zawiesi próby jądrowe, a poligon Punggye-ri zostanie zamknięty.
W dniu 24 maja 2018 zagraniczni dziennikarze poinformowali, że tunele na poligonie jądrowym Punggye-ri zostały zniszczone przez rząd Korei Północnej w celu zmniejszenia napięć regionalnych.
Pod koniec października 2018 Kim Min-ki, prawodawca rządzącej w Korei Południowej Partii Demokratycznej, wskazał, że nieaktywny już poligon Punggye-ri wraz z kilkoma innymi poligonami rakietowymi i jądrowymi były obserwowane przez urzędników Południowokoreańskiej Narodowej Służby Wywiadu oraz że miejsca te są gotowe do przeprowadzenia planowanej kontroli międzynarodowej.